# Croix de Bagneux (Mareuil-sur-Cher)
La Croix de Bagneux est un site préhistorique de plein air situé à Mareuil-sur-Cher, dans le Loir-et-Cher, dans la région Centre-Val de Loire, en France.
C'est un gisement exceptionnel pour l'étude de plusieurs cultures du Paléolithique supérieur ancien et du début du Magdalénien, jusqu'alors faiblement représentées dans la région. D'une part, il a été occupé régulièrement par des campements temporaires de chasseurs-cueilleurs pendant une très longue période, vraisemblablement pour les abondantes ressources en silex proches et, supposément, pour l'abondance des ressources alimentaires. D'autre part, la nature du sol a généralement permis une bonne conservation des vestiges de ces occupations successives, des conditions qui ne sont généralement connues qu'en grotte ou sous abri.

## Situation
Le site est à environ 900 m au nord-ouest du bourg, à la confluence du ruisseau de Civière avec la rive gauche (côté sud-ouest) du Cher, au croisement de la route D17 et de l'autoroute A85, partiellement recouvert par cette dernière, (qui n'est mise en service qu'en 2007).

## Historique
Il a été fouillé sur une surface de 1,4 ha de septembre 2004 à mars 2005 en préventif dans le cadre de l'aménagement de l'autoroute A85.

## Stratigraphie
Le site a livré quatre périodes majeures d'occupation.

### Aurignacien
Trois niveaux superposés d'Aurignacien (niveaux séparés de 5  à   10 cm de sédiment stérile) datés à environ 30 000 ans avant le présent (AP), avec des zones spécifiques très bien conservées : aires de foyers et autres zones marquées par des amas de débitage ou des outils abandonnés après usage.

### Gravettien
Deux niveaux de Gravettien dont le plus ancien (locus 8 à burins de Noailles), généralement daté autour de 25 000 ans AP, est un faciès inconnu dans la moitié nord de la France : cette couche contient de nombreux outils, mais leur mode d'accumulation complexe ne permet pas d'interprétation paléo-ethnographique. La deuxième couche (locus 11 à 14), datée d'environ 23 000 ans AP, s'étend sur une surface plus petite et inclut un foyer et un outillage en silex spécifique aux activités de chasse.

### Magdalénien ancien
Du Magdalénien ancien (vers 17 000 ans AP), avec de nombreux blocs rougis et fragmentés par le feu, en concentrations plus ou moins circulaires de 50 cm à 1 m de diamètre, interprétées comme des foyers. Caractérisé par des microlamelles à dos, il est représenté au locus 18 du site.

### Magdalénien moyen
Du Magdalénien moyen, avec des vestiges de campements (locus 16).

### Mésolithique ancien
Du Mésolithique ancien, daté vers 7000 av. J.-C., avec de nombreuses pointes de flèches en silex pour le tir à l'arc des chasseurs-cueilleurs.